# 黃金城 (電影)
《黃金城》（德語：Die goldene Stadt）是一部於1942年德國彩色電影。該片由威特·哈蘭執導，並由克莉絲汀娜·索特伯姆主演，並贏得威尼斯影展最佳女演員獎。

## 劇情
一個年輕天真的鄉村女孩安娜（蘇台德德國人）的母親溺死在沼澤里，她的夢想是去參觀布拉格的黃金城。在對一名測量員墜入愛河後，她逃離捷克布杰约维采鄉村去布拉格找他。取而代之的是，她被她的堂兄（捷克人）引誘並拋棄。她嘗試回家，但父親拒絕了她，所以她跳進母親死去的沼澤里溺斃。

## 角色
- 克莉絲汀娜·索特伯姆 飾 安娜·「阿努什卡」·喬布斯特
- 歐根·克洛普佛（英语：Eugen Klöpfer） 飾 梅爾基奧·喬布斯特，安娜的父親
- 安妮·羅莎（英语：Annie Rosar） 飾 多娜塔·歐法庫克
- 達妮·塞爾瓦斯（英语：Dagny Servaes） 飾 坦德勒夫人
- 保羅·克林格爾（英语：Paul Klinger） 飾 克里斯蒂安·萊德溫
- 寇特·梅塞（英语：Kurt Meisel） 飾 托尼·歐法庫克
- 魯多夫·派克（英语：Rudolf Prack） 飾 托馬斯，安娜的未婚夫
- 莉塞洛特·施羅德（德语：Liselotte Schreiner） 飾 馬魯什卡
- 漢斯·赫爾曼·肖弗斯（英语：Hans Hermann Schaufuß） 飾 內馬內克
- 弗里達·理查德（英语：Frida Richard） 飾 阿蒙德夫人
- 恩斯特·利戈（英语：Ernst Legal） 飾 百利金
- 瓦爾·阿恩海姆（英语：Valy Arnheim） 飾 阿洛伊斯·溫格拉夫

## 資料
電影改編奧地利作家理查德·比林格的戲劇《巨人》。在小說中，然而是心碎父親自殺；納粹宣傳部，尤其是約瑟夫·戈培爾堅持要死的是女兒而不是父親。

## 主題
安娜的命運和溺水被明確表示為她未能欣賞鄉村和對城市的渴望的自然結果。這與血與土學說對鄉村的偏愛保持一致。

## 註解
1. ↑  Noack，第203頁.
2. ↑  . The New York Times. （原始内容存档于2012-11-03）.
3. 1 2  Rhodes，第20頁.
4. ↑  Grunberger，第382頁.
5. ↑  Romani，第86頁.

## 外部鏈接
- 互联网电影数据库（IMDb）上《黃金城》的资料（英文）